# Estación de Avinguda del Cid
Avinguda del Cid es una estación de las líneas 3, 5 y 9 de Metrovalencia. Consta de dos andenes y tres vías. Se inauguró el 16 de septiembre de 1998. Fue estación terminal hasta la inauguración del tramo hacia Aeroport. 
Se encuentra en el distrito de Olivereta, en el barrio de Tres Forques, en la avenida que da nombre a la estación.